# Discografia de Paloma Faith
A discografia da cantora e compositora inglesa Paloma Faith consiste em três 
álbuns de estúdio, catorze singles e sete videoclipes. Paloma realizou sua estreia em 2009 com o álbum de estúdio Do You Want the Truth or Something Beautiful? no qual alcançou a nona posição no Reino Unido e mais tarde recebeu a certificação de dupla-platina. Os dois primeiros singles, "Stone Cold Sober" e "New York", ambos alcançaram o top doze no Reino Unido. Faith lançou seu segundo álbum, Fall to Grace, no dia 28 de maio de 2012.  Ele foi precedido pelos single, "Picking Up the Pieces", no qual alcançou a sétima posição no Reino Unido, ser tornando o single mais sucedido de Paloma. "30 Minute Love Affair", "Just Be", "Black & Blue" e "Never Tear Us Apart" todos foram lançados como singles de Fall to Grace, o último o qual é um cover originalmente de INXS. Seu terceiro álbum de estúdio é A Perfect Contradiction (2014).

## Álbuns

### Álbuns de estúdio
| 2009                                                                                         | Do You Want the Truth or Something Beautiful? - Lançamento: 28 de setembro de 2009 - Gravadora: Epic Records - Formatos: CD, LP, download digital | 9 | —  | 33 | 26 | 50 | —  | 37 | 12 | —   | - : 755.500 | - : 2× Platina          |
| 2012                                                                                         | Fall to Grace - Lançamento: 28 de maio de 2012 - Gravadora: RCA Records - Formatos: CD, LP, download digital                                      | 2 | 49 | 44 | 10 | —  | 15 | 36 | 1  | 170 | - : 721.400 | - : 2× Platina          |
| 2014                                                                                         | A Perfect Contradiction - Lançamento: 10 de março de 2014 - Gravadora: RCA Records - Formatos: CD, LP, download digital                           | 2 | 4  | —  | 8  | 41 | 9  | 91 | 2  | 176 | - : 770.000 | - : 2× Platina - : Ouro |
| 2017                                                                                         | The Architect - Lançamento: 17 de novembro de 2017 - Gravadora: RCA - Formatos: CD, digital download                                              | 1 | 57 | —  | 18 | —  | —  | —  | 1  | —   | - : 450.000 | - : Platina             |
| 2020                                                                                         | Infinite Things - Lançamento: 13 de novembro de 2020 - Gravadora: RCA - Formatos: CD, digital download                                            | 4 | —  | —  | —  | —  | —  | —  | 5  | —   | - : 60.000  | - : Prata               |
| 2024                                                                                         | The Glorification of Sadness - Lançamento: 16 de fevereiro de 2024 - Gravadora: RCA - Formatos: CD, digital download                              | 2 | —  | —  | —  | —  | —  | —  | 2  | —   | - : 14.247  |                         |
| "—" denota álbuns que não posicionaram nas paradas musicais ou não foram lançados na região. | |   |    |    |    |    |    |    |    |     |             |                         |

### EPs
| Título                       | Álbum detalhes                                                                                       |
| ---------------------------- | --- |
| iTunes Festival: London 2010 | - Lançamento: 7 de Julho de 2010 - Editora discográfica: Epic Records - Formato(s): Digital download |

## Singles

### Como artista principal
| "Stone Cold Sober"                                           | 2009 | 17  | —  | — | 70 | —  | 84 | 30 | 36 | 10 |                                                                         | Do You Want the Truth or Something Beautiful? |
| "New York"                                                   | 2009 | 15  | —  | 8 | 54 | 12 | —  | —  | 15 | 9  | - Reino Unido: Prata                                                    | Do You Want the Truth or Something Beautiful? |
| "Do You Want the Truth or Something Beautiful?"              | 2009 | 64  | —  | — | —  | —  | —  | —  | —  | 32 |                                                                         | Do You Want the Truth or Something Beautiful? |
| "Upside Down"                                                | 2010 | 55  | —  | — | —  | —  | —  | —  | —  | 51 |                                                                         | Do You Want the Truth or Something Beautiful? |
| "Smoke & Mirrors"                                            | 2010 | 140 | —  | — | —  | —  | —  | —  | —  | —  |                                                                         | Do You Want the Truth or Something Beautiful? |
| "Picking Up the Pieces"                                      | 2012 | 7   | —  | — | —  | 13 | —  | 30 | —  | 3  | - Reino Unido: Ouro                                                     | Fall to Grace                                 |
| "30 Minute Love Affair"                                      | 2012 | 50  | —  | — | —  | —  | —  | —  | —  | 42 |                                                                         | Fall to Grace                                 |
| "Never Tear Us Apart"                                        | 2012 | 16  | —  | — | —  | 42 | —  | —  | —  | 18 | - Reino Unido: Prata                                                    | Fall to Grace                                 |
| "Just Be"                                                    | 2012 | 66  | —  | — | —  | —  | —  | —  | —  | —  |                                                                         | Fall to Grace                                 |
| "Black & Blue"                                               | 2013 | —   | —  | — | —  | —  | —  | —  | —  | —  |                                                                         | Fall to Grace                                 |
| "Can't Rely on You"                                          | 2014 | 10  | 64 | — | —  | 5  | 53 | 34 | —  | 12 | - Reino Unido: Prata                                                    | A Perfect Contradiction                       |
| "Only Love Can Hurt Like This"                               | 2014 | 6   | 1  | — | —  | 26 | —  | 3  | —  | 5  | - Reino Unido: Platina - Austrália: 3× Platina - Nova Zelândia: Platina | A Perfect Contradiction                       |
| "Trouble with My Baby"                                       | 2014 | —   | —  | — | —  | —  | —  | —  | —  | —  |                                                                         | A Perfect Contradiction                       |
| "Ready for the Good Life"                                    | 2014 | 68  | —  | — | —  | —  | —  | —  | —  | 46 |                                                                         | A Perfect Contradiction                       |
| "Beauty Remains"                                             | 2015 | —   | —  | — | —  | —  | —  | —  | —  | —  |                                                                         | A Perfect Contradiction                       |
| "—" denota um lançamento que não entrou nas paradas do país. |      |     |    |   |    |    |    |    |    |    |                                                                         |                                               |

### Como artista convidada
| "Keep Moving" (Adam Deacon & Bashy com a participação de Paloma Faith) | 2010 | — | —  | — | —  | — | —  | — | — | — | — |                                          | 4321: Original Motion Picture Soundtrack e Kreative Koncepts |
| "Changing" (Sigma com a participação de Paloma Faith)                  | 2014 | 1 | 19 | — | 87 | 8 | 54 | 9 | — | — | 1 | - Reino Unido: Platina - Austrália: Ouro | Life                                                         |
| "—" denota um lançamento que não entrou nas paradas do país.           |      |   |    |   |    |   |    |   |   |   |   |                                          |                                                              |

### Singlesbeneficentes
| Título                                                                         | Ano  | RU  | Notas |
| ------------------------------------------------------------------------------ | ---- | --- | --- |
| "I Put a Spell on You" (Shane MacGowan e amigos)                               | 2010 | 129 | - Para arrecadar fundos em prol das vítimas do Terremoto do Haiti de 2010.                                             |
| "Hard Times" (Plan B com a participação de Elton John & Paloma Faith)          | 2011 | 147 | - Para arrecadar fundos em prol das vítimas das Inundações no Paquistão em 2010 e o Sismo e tsunami de Tohoku de 2011. |
| "He Ain't Heavy, He's My Brother" (integrante do grupo The Justice Collective) | 2012 | 1   | - Para arrecadar fundos para diversas instituições de caridade em memória do Desastre de Hillsborough.                 |
| "God Only Knows" (BBC Music e amigos)                                          | 2014 | 20  | - Lançada pela BBC Music com a participação de diversos artistas.                                                      |
| "Do They Know It's Christmas?" (Como parte da Band Aid 30)                     | 2014 | 1   | - Composta por Bob Geldof e Midge Ure. - Apresentada com diversos artistas famosos.                                    |

## Outras aparições
| Canção | Ano  | Álbum                                                    |
| --- | ---- | -------------------------------------------------------- |
| "It's Christmas (And I Hate You)" (Josh Weller, Paloma Faith, The Arctic Circle Ensemble & The Puffin Voices) | 2009 | That Fuzzy Feeling EP                                    |
| "What's a Girl Gotta Do" (Basement Jaxx com a participação de Paloma Faith)                                   | 2009 | Scars                                                    |
| "Lola" (Ray Davies com Paloma Faith)                                                                          | 2010 | See My Friends                                           |
| "Forget You (Live from the BRITS)" (Cee Lo Green com Paloma Faith)                                            | 2011 | Live From the BRITs 2011                                 |
| "Heart & Sole" (Mikill Pane com a participação de Paloma Faith)                                               | 2012 | You Guest It EP                                          |
| "Feel the Love (Live from BBC Radio 1's Live Lounge)"                                                         | 2012 | BBC Radio 1's Live Lounge 2012                           |
| "Something's Got a Hold on Me" (Jools Holland com Paloma Faith)                                               | 2012 | The Golden Age of Song                                   |
| "Lost Ones" (Tinie Tempah com a participação de Paloma Faith)                                                 | 2013 | Demonstration                                            |
| "Diamonds Are a Girl's Best Friend" (Shirley Bassey com a participação de Paloma Faith)                       | 2014 | Hello Like Before                                        |
| "You're so Sad" (Nervous Nellie com a participação de Paloma Faith)                                           | 2014 | Where the Nightmare Gets In                              |
| "Circus of Your Mind"                                                                                         | 2015 | Finding Neverland (álbum)                                |
| "World in Union"                                                                                              | 2015 | World In Union: Rugby World Cup 2015, The Official Album |

## Videoclipes
| Trabalho                                        | Ano  | Diretor(es)             |
| ----------------------------------------------- | ---- | ----------------------- |
| "Stone Cold Sober"                              | 2009 | Sophie Muller           |
| "New York"                                      | 2009 | Vaughan Arnell          |
| "Do You Want the Truth or Something Beautiful?" | 2009 | Chris Sweeney           |
| "Upside Down"                                   | 2010 | Chris Sweeney           |
| "Smoke & Mirrors"                               | 2010 | James Copeman           |
| "Keep Moving"                                   | 2010 | -                       |
| "Picking Up the Pieces"                         | 2012 | Emil Nava               |
| "30 Minute Love Affair"                         | 2012 | Emil Nava               |
| "Never Tear Us Apart"                           | 2012 | Anthony Saul e Si Allen |
| "Just Be"                                       | 2012 | Emil Nava               |
| "Black & Blue"                                  | 2013 | Si Allen                |
| "Can't Rely on You"                             | 2014 | Paul Gore               |
| "Only Love Can Hurt Like This"                  | 2014 | Paul Gore               |
| "Trouble with My Baby"                          | 2014 | Paul Gore               |
| "Changing"                                      | 2014 |                         |
| "God Only Knows"                                | 2014 |                         |
| "Beauty Remains"                                | 2015 | George Belfield         |
| "World in Union"                                | 2015 |                         |
| "The Crazy Ones"                                | 2015 | Barnaby Southcombe      |